# Meloboris orientalis
Meloboris orientalis är en stekelart som beskrevs av Momoi, Kusigemati och Nakanishi 1968. Meloboris orientalis ingår i släktet Meloboris och familjen brokparasitsteklar. Inga underarter finns listade i Catalogue of Life.